# Хут, Вальде
Вальде (Вальдберта) Хут (нем. Walde (Waldberta) Huth; 29 января 1923 — 11 ноября 2011) — немецкий фотограф, особенно известна своей работой в индустрии моды и композицией в уличном стиле.

## Биография
Хут родилась в Штутгарте, Германия. В семнадцать лет она начала посещать Государственную школу прикладного искусства в Веймаре, где училась у известного фотографа и профессора Вальтера Хеге. После трёхлетнего обучения с 1940 по 1943 гг. начала работать в компании «Agfa Wolfen», которая в настоящее время известна как «ORWO». Там она до 1945 года работала в секретном отделе по развитию цветной фотографии. Там она отфильтровала первый полнометражный немецкий цветной фильм «Мюнххаузен». После Второй мировой войны Хут заинтересовалась внештатной работой и открыла собственный бизнес вместе со своим мужем. Хут была членом Немецкого общества фотографии и Федерального союза художников (BBK).

## Карьера

### Галерея Эслинген
После работы и обучения Хут основала собственную студию в Эслингене, которую называла «Мастерская художественной фотографии». Здесь она выставляла свои портретные, художественные и театральные фотографии. Однако особое внимание получали фотографии в области моды. Благодаря своей работе Хут получила возможность путешествовать по миру таким образом, знаковые работы получились из её приключений в Париже, Франция. Предпочитая работать на улицах городов, а не в стенах студии, Хут привлекала много внимания от журналов, среди которых был «Vogue».

### Работа в паре
Отвергнув предложение «Vogue» о контракте, Хут стала соучредителем «schmölz + huth» со своим мужем Карлом Хуго Шмёльцем. Шмёльц, также фотограф, был членом того же общества фотографов, что и Вальде. Возможно, из-за интереса Карла к архитектурной фотографии, они превратили свой бизнес в мебельную и интерьерную студию архитектуры и дизайна. Шмёльц и Хут быстро заняли видное место в мебельной промышленности, для которой он стал лидером в фотографии и рекламе. Офис с центром рекламы и связей с общественностью находился в Кёльне, Германия. Вальде оставалась в бизнесе до 1986 года, но после смерти супруга сосредоточилась только на фотографии.
Вальде Хут погибла 11 ноября 2011 года при пожаре в своей квартире в кёльнском районе Мариенбург. Она была похоронена в семейной могиле рядом с мужем на Северном кладбище в Кёльне.